# Lê Bê La
Lê Thị Bê La (sinh ngày 20 tháng 10 năm 1987), thường được biết đến với nghệ danh Lê Bê La là một nữ diễn viên kiêm ca sĩ người Việt Nam. Cô được xem là ngôi sao thực lực của truyền hình Việt, được biết đến sau các bộ phim như Cổng mặt trời, Ở lại thế gian, Hoa nắng, Người tình bí ẩn...
Gần 20 năm tham gia diễn xuất, Lê Bê La đã góp mặt trong hơn 40 bộ phim lớn nhỏ và gặt hái được những thành công nhất định.

## Tiểu sử
Lê Bê La sinh ngày 20 tháng 10 năm 1987, ở xã Quảng Tiến, huyện Cư M'gar, tỉnh Đắk Lắk. Cô là một người con của núi rừng Tây Nguyên, lớn lên trong gia cảnh khó khăn, bố mẹ đều lao động chân tay. Từ bé đã tự lập nên trong tiềm thức của mình, cô phải lao động, nỗ lực chứ không có suy nghĩ sống dựa vào đồng tiền của người khác. Hiện tại, cô sinh sống và làm việc tại Thành phố Hồ Chí Minh.
Từ nhỏ, khi theo mẹ lên rẫy, không ít lần cô bé Lê Bê La cất tiếng ca giữa núi rừng lộng gió, hay những lần cô đã bắt chước diễn y hệt người khác làm cho mọi người cười nghiêng ngả. Lê Bê La có năng khiếu diễn xuất, cô nuôi trong mình những mơ ước làm diễn viên từ rất nhỏ.
Có năng khiếu diễn xuất, gương mặt hiền lành Bê La đã nhiệt tình năng nổ tham gia các phong trào văn nghệ văn hóa của trường. Năm 2005, sau khi tốt nghiệp trung học phổ thông, Lê Bê La đã quyết định khăn gói từ quê hương Dak Lak xuống đất Sài Thành để quyết tâm thi vào trường Cao đẳng Sân khấu Nghệ thuật để thực hiện ước mơ của mình.
Một tháng sau, cô nhận được thông báo trúng tuyển. Cảm xúc lúc ấy dường như vỡ òa, không thể diễn tả bằng lời. Cô hò hét và cầm tờ giấy báo chạy khắp nơi khiến cả xóm náo loạn. Với cô, đó là một kỷ niệm đẹp và nhớ mãi.
Trong làng phim ảnh, nữ diễn viên này vốn là người khép mình. Thời còn ngồi trên ghế giảng đường, Lê Bê La rất siêng đi casting với hy vọng được thực hành những gì mình đã học. Cô tự nhận mình là người không biết chăm chút bề ngoài, chỉ biết đưa "chất mộc và sự chân thật" của mình ra và nghĩ rằng điều đó sẽ chinh phục được mọi người. Nhưng may mắn vẫn chưa mỉm cười với cô.
Em gái Lê Bê La là Lê Chi Na - nữ diễn viên trẻ đang đảm nhận vai chính Ngọc Anh trong phim "Một văn phòng luật sư" (phát sóng trên HTV7).

## Sự nghiệp
Sau cơn mưa trời lại sáng, sau khi tốt nghiệp trường Cao đẳng Sân khấu Nghệ thuật, Lê Bê La may mắn có được những vai diễn đầu tiên của mình vào năm 2007 nhưng đến tận năm 2008, khi cô bén duyên với vai diễn "Giấc mơ cổ tích". Sau thành công của bộ phim, cái tên Lê Bê La được biết đến nhiều hơn trong công chúng.
Năm 2009, Lê Bê La được chọn đảm nhận vai Tùng - một trong những cô sinh viên của bộ phim truyền hình Cổng mặt trời. Có thể nói đây là vai diễn hoàn toàn phù hợp với nữ diễn viên này, nên cô không cần diễn nhiều chỉ cần đưa "chất mộc" và tâm huyết của mình vào vai diễn. Và lẽ dĩ nhiên, cô sinh viên cá tính, học giỏi Tùng của Lê Bê La đã chinh phục được khán giả, là một trong những bộ phim thành công nhất trong sự nghiệp của cô, giúp cô được khán giả yêu quý.
Giờ đây, cô gái nhỏ nhắn với ước mơ trở thành diễn viên ngày nào đã ghi được dấu ấn rất lớn trong lòng khán giả qua các bộ phim:  Đời cần có nhau, Cuộc phiêu lưu của Hai Lúa, Taxi, Con đường sáng, Cổng mặt trời, Giấc mơ cổ tích, Ở lại thế gian, Cuộc goi lúc 0 giờ...
Năm 2005, Lê Thị Bê La thi đậu vào Cao đẳng Sân khấu Điện ảnh thành phố Hồ Chí Minh. Năm 2008, cô bén duyên với truyền hình bằng vai diễn đầu tay trong phim Giấc mơ cổ tích.
Năm 2011, cô lọt vào top 5 giải Mai Vàng với vai Tùng trong Cổng mặt trời và top 3 giải HTV Awards với vai Hạ Vy trong Ở lại thế gian.
Năm 2013, cô nhận được giải thưởng HTV Awards với vai Nguyệt trong phim Thời gian để yêu và vai Trà trong phim Cá cược cuộc đời.
Không chỉ gân ấn tượng bởi sở hữu một cái tên cực lạ và độc mà cô diễn viên sinh năm 1987 còn chinh phục người yêu điện ảnh nhờ những vai diễn cực kỳ cá tính và rất riêng của mình. Mãi cho đến bây giờ, khi Lê Bê La đã trở thành một diễn viên được rất nhiều người biết đến, cô vẫn giữ riêng để cho mình một chất "mộc" Cao Nguyên đặc trưng. Giản dị trong các bộ quần áo gọn gàng, đơn giản; mộc mạc ở trong lời ăn tiếng nói và thẳng thắn, và chân tình trong cư xử. Tình yêu nghệ thuật của Lê Bê La đã bắt nguồn từ tình yêu quê hương đắm say cùng với mảnh đất nắng cháy đất đỏ bazan, các con đường đất đỏ, ánh mặt trời nắng đỏ cùng với những rẫy cao su, và cà phê bạt ngàn.
Từ đó đến nay, cô tham gia vào nhiều bộ phim truyền hình ấn tượng. Có năm cô tham gia từ 3 – 4 bộ phim khã nhau. Ngoài lĩnh vực phim truyền hình, Bê La còn tham gia đóng phim điện ảnh và các chương trình vở kịch. Mới đây nhất, Lê Bê La góp mặt trong phim Bão Ngầm và phim điện ảnh Bóng đè.
Là gương mặt đã quá quen thuộc với khán giả truyền hình, Lê Bê La còn tham gia diễn xuất trên sân khấu kịch Trịnh Kim Chi, sân khấu kịch 5B,Sân khấu kịch Hồng Hạc... Cô từng chia sẻ "Thật ra, tôi cực kỳ yêu sân khấu bởi nơi đây được xem như là "thánh đường của người diễn viên. Khác biệt giữa sân khấu và phim ảnh là cảm xúc được liền mạch và khó hơn. Khi đóng phim, người diễn viên có đóng không tốt có thể diễn lại nhưng sân khấu thì phải diễn một mạch, nếu lỡ có diễn sai sẽ không biết cứu chữa như thế nào", nữ diễn viên này chia sẻ.
Từng trải qua giai đoạn khó khăn, thất vọng trong sự nghiệp, Lê Bê La giờ đây khiến nhiều ngưỡng mộ khi có được một vị trí vững chắc trong lòng khán giả. Ngoài ra, cô còn có một gia đình nhỏ êm ấm với sự ủng hộ, chia sẻ từ người chồng cùng cậu con trai kháu khỉnh. Đó là một cái kết viên mãn dành cho những cố gắng và nỗ lực của nữ diễn viên có cái tên đặc biệt: Lê Bê La. Sau bộ phim Cổng mặt trời, nữ diễn viên này tiếp tục để lại dấu ấn qua các bộ phim như: Giấc mơ cổ tích, Ở lại thế gian, Người tình bí ẩn, Dốc sinh tồn... Bằng lối diễn mộc mạc, tự nhiên Lê Bê La liên tục lọt vào đề cử của hàng loạt giải thưởng uy tín như: Giải thưởng Truyền hình HTV (HTV Award), Mai Vàng... Vai Nguyệt - cô gái đầy tham vọng, thủ đoạn trong phim Thời gian để yêu đã giúp Lê Bê La đã giành chiến thắng ở hạng mục Nữ diễn viên chính được yêu thích nhất tại giải thưởng HTV Award 2013.
Ở thời điểm hiện tại, nữ diễn viên vẫn tham gia đóng phim nhưng với tần suất ít hơn. Thay vào đó, cô dành nhiều thời gian cho gia đình, chăm sóc cũng như chơi cùng con trai cưng. Trên trang cá nhân, Lê Bê La đăng tải rất nhiều hình ảnh đi chơi, đi du lịch của hai mẹ con. Thời điểm dịch bệnh, cô cũng về quê nhà Đắk Lắk để nghỉ dưỡng và không quên chia sẻ sự lạc quan, hoà mình vào thiên nhiên, núi rừng. Bên cạnh đó, nữ diễn viên sinh năm 1986 cũng tích cực trong công tác thiện nguyện giúp đỡ những người khó khăn.

## Đời tư
Cô còn có hai cô em gái là diễn viên Lê Chi Na và Lê Đô Na
Ngày 31 tháng 5 năm 2012, Lê Bê La đã kết hôn cùng đạo diễn Lê Hoài Thanh (Hải Thanh). Hai người quen nhau khi cùng tham gia bộ phim Cổng mặt trời (Hải Thanh làm phó đạo diễn). Hai người có với nhau một con trai tên là Khai Tâm (Monkey), sinh năm 2015.
Đến năm 2016 thì hai người đã chính thức ly hôn. Năm 2019, Lê Bê La tái hôn với một người đàn ông ở Thành phố Hồ Chí Minh. Đến cuối năm 2021, cô hạ sinh con gái.

## Nghệ danh
Lê Bê La không còn là gương mặt xa lạ với khán giả màn ảnh nhỏ bởi những vai diễn đầy ấn tượng trong các bộ phim truyền hình. Nhưng ắt hẳn nhiều người sẽ thắc mắc về cái tên Lê Bê La khá đặc biệt của cô diễn viên này.
Chia sẻ về sự ra đời của cái tên, Lê Bê La nói: "Ngày trước, bố tôi mê đọc truyện lắm, đặc biệt ông rất thích nàng công chúa Arabella nên đã lấy hai từ Bê La trong cái tên này để đặt cho tôi. Sau này khi tôi theo nghề, nhờ cái tên đó mà tôi không cần phải suy nghĩ để đặt nghệ danh nữa!".
Còn em gái Lê Chi Na thì do bố mẹ mê phim Trung Quốc (China).

## Danh sách phim

### Phim truyền hình
| Năm  | Tựa phim                   | Vai diễn               | Kênh          |
| ---- | -------------------------- | ---------------------- | ------------- |
| 2008 | Con đường sáng             | Hồ Giao                | phim video    |
| 2008 | Tình yêu còn lại           | Nhi (bạn Nhã)          | HTV9          |
| 2008 | Thám tử tư                 |                        | HTV9          |
| 2009 | Cuộc phiêu lưu của Hai Lúa | Tuyết                  | HTV9          |
| 2009 | Đời cần có nhau            |                        | VTV3          |
| 2009 | Taxi                       | Cô Gái Câm             | HTV9          |
| 2009 | Ngõ Vắng                   |                        | Let's Viet    |
| 2010 | Cổng mặt trời              | Tùng                   | HTV7          |
| 2010 | Cuộc gọi lúc 0 giờ         | Thùy Châu              | VTV3          |
| 2011 | Người tình bí ẩn           | Tú                     | THVL1         |
| 2011 | Hai gia đình               | Trâm Anh               | HTV7          |
| 2012 | Ở lại thế gian             | Hạ Vy                  | HTV7          |
| 2012 | Dốc sinh tồn               | Khánh                  | THVL1         |
| 2012 | Hoa nắng                   | Thư                    | VTV3          |
| 2012 | Cá cược cuộc đời           | Trà                    | HTV7          |
| 2013 | Bụi đời                    | Út Mây                 | TodayTV       |
| 2013 | Hương bưởi                 | Phương Thư             | THVL1         |
| 2013 | Duyên nợ miền Tây          | Thủy                   | VTV Cần Thơ 1 |
| 2013 | Trận đấu định mệnh         | Thiên Phúc             | HTV7          |
| 2013 | Thời gian để yêu           | Nguyệt                 | HTV7          |
| 2013 | Hoán nhân tâm              | Lượm                   | SCTV14        |
| 2013 | Ngọc bích tình yêu         | Như Lan                | THVL1         |
| 2014 | Những ngọn nến lung linh   | Ái My                  | Let's Viet    |
| 2014 | Tơ đồng vương vấn          | Trần Thị Tấn           | SCTV7         |
| 2015 | Bằng chứng vô hình         | Tử Lan                 | HTV7          |
| 2015 | Ai mà biết                 | Kim Hoa                | TodayTV       |
| 2015 | Ông Trùm                   | Hải Phương             | THVL1         |
| 2016 | Bông trang đỏ              | Nữ cảnh sát Thu Phương | THVL1         |
| 2016 | Bản năng nguy hiểm         | Trung úy Ngọc Hân      | THVL1         |
| 2018 | Ranh giới thiện ác         | Tinh Tinh              | VTV8          |
| 2018 | Cung đường trắng           | Chăn                   | VTV3          |
| 2018 | Tía ơi con muốn có vợ rồi  | Kim Sao                | THVL1         |
| 2018 | Phận làm dâu               | Thảo                   | THVL1         |
| 2018 | Con gái bố già             | Trang Gấu              | THVL1         |
| 2019 | Dập tắt lửa lòng           | Hoa                    | THVL1         |
| 2019 | Tiếng sét trong mưa        | Hiểm                   | THVL1         |
| 2019 | Không lối thoát            | Việt Linh              | THVL1         |
| 2019 | Anh ba khía                | Ngọc Mai               | THVL1         |
| 2020 | Những nàng dâu nổi loạn    | Quỳnh Ngọc             | VTV3          |
| 2021 | Sui gia khắc khẩu          | Thùy An                | THVL1         |
| 2021 | Gái khôn được chồng        | Công Chúa Yêu          | THVL1         |
| 2022 | Bão ngầm                   | Mẩy                    | VTV1          |
| 2023 | Có hẹn với yêu thương      | Mai                    | THVL1         |
| 2023 | Khu vườn bí mật            | Dì Ngọc                | SCTV14        |
| 2024 | Định kiến yêu thương       | Thi                    | Yeah1         |
| 2025 | Chiếc vòng ngọc bích       | Mỹ Tú                  | THVL1         |

### Phim chiếu mạng
| Năm  | Tựa phim                    | Vai diễn  | Kênh  |
| ---- | --------------------------- | --------- | ----- |
| 2024 | 7 năm chưa cưới sẽ chia tay | Bác Sĩ Hà | VieON |

### Phim điện ảnh
| Năm  | Tựa phim          | Vai diễn                 |
| ---- | ----------------- | ------------------------ |
| 2009 | 14 ngày phép      | Cô gái trong quán cà phê |
| 2013 | Tía ơi!           | Chị Tư                   |
| 2018 | Yêu em từ bao giờ | Trần Ánh Linh            |
| 2022 | Chuyện ma gần nhà | Lan Hương                |
| 2022 | Bóng đè           | Ái                       |

### Đóng MV
| Năm  | Tựa                     | Ca sĩ           |
| ---- | ----------------------- | --------------- |
| 2005 | Biết làm sao để quên em | Phạm Khánh Hưng |
| 2020 | Con nợ mẹ               | Trần Quỳnh Như  |

## Danh sách kịch
- Mẹ
- Siêu tỷ phú
- Cảm ơn honey
- Cuộc sống là thế đấy
- Trớ trêu
- Vợ thằng Đậu
- Tấm và Hoàng hậu
- Tiếng hát gọi linh hồn
- Độ ta, độ nàng, độ khắp thế gian
- Cánh thiệp đầu xuân
- Ghen
- Và nhiều vở kịch khác

## Chương trình truyền hình
- Thử tài thách trí
- Đàn ông phải thế
- Giải mã tri kỷ
- Khẩu vị ngôi sao
- Phụ nữ quyền năng
- Alo! Bác sĩ nghe
- Truy tìm cao thủ
- Phim trên THVL
- Giải mã nhan sắc
- Cả nhà thương nhau
- Nhanh như chớp
- Vì bạn xứng đáng
- Người kết nối
- Người Việt xa xứ
- Bản lĩnh nhóc tỳ
- Chuyện đó chuyện đây
- Hành trình Bình Phước
- Cùng nhau hái lộc
- Phụ nữ ngày nay
- Giải mã nhan sắc
- Tôi là ai?
- Và nhiều chương trình khác

## Giải thưởng
- Top 5 Giải Mai vàng (vai Tùng phim Cổng mặt trời)[4]
- Top 3 HTV Awards (vai Hạ Vy phim Ở lại thế gian)
- Giải thưởng HTV Awards (vai Nguyệt phim Thời gian để yêu và vai Trà phim Cá cược cuộc đời)[1]

## Tranh cãi
Sau khi tham gia bộ phim Cổng mặt trời, Lê Bê La và diễn viên Ngọc Lan xảy ra mâu thuẫn, cãi vã và thậm chí là cạch mặt nhau. Đỉnh điểm là Lê Bê La từ chối đóng phim Thuyền giấy khi biết có Ngọc Lan tham gia. Cô chia sẻ mình và Ngọc Lan rạn nứt do không tìm được tiếng nói chung khi hợp tác. Hiếm hoi có ngôi sao nào lại có thể nói về chuyện của bản thân và đồng nghiệp.
Ngọc Lan từng đăng đàn đá xéo Lê Bê La nhưng cô không thừa nhận. Hiện tại, mâu thuẫn của cả hai cũng nguôi ngoai nhưng họ không có cơ hội để ngồi lại cùng nhau.
Có một ngày Lê Bê La đăng bài với nội dung thương xót chim yến và tiết lộ bản thân cũng không dùng yến để làm món ăn. Tuy nhiên, diễn viên Nhật Kim Anh thì đang nuôi yến và kinh doanh yến. Điều này đã xảy ra một trận khẩu chiến trên mạng xã hội.
Nhật Kim Anh rất bức xúc khi cô cho rằng Lê Bê La bình luận tương tác với khán giả là đá xéo cô. Thậm chí, Nhật Kim Anh cũng muốn giải thích cho cô hiểu nhưng đối phương cho rằng "có động chạm gì đâu mà lại căng thẳng đến như vậy".
Trong thời điểm dịch bệnh Covid 19, Lê Bê La đã đưa đến thông tin Địa Long có thể phòng ngừa bệnh. Điều này là hoàn toàn sai sự thật nên khán giả đã tràn vào Facebook của cô để comment gay gắt. Nhưng cô hầu như là không quan tâm.